# Ситуація
Ситуація, становище — в філософії «безпосередній підсумок взаємодії духовної і природної реальностей».
«Всі поривання людини не тільки ситуаційно визначені, але і ситуаційно утворені… Людина зобов'язана діяти у певному становищі, але як саме, воно їй не підказує — в цьому й полягає свобода вибору особистості… Ситуація примушує до ухвалення рішення, свобода ж полягає у виборі власне рішення», — пише Нікола Гартманн.
Ситуація — співвідношення сил, збіг умов та обставин, зазначених у художньому творі, які впливають на взаємини та поведінку дійових осіб, набуваючи особливого напруження в мить розв’язання суперечки — тут-і-зараз .
Ситуація у теорії комунікації — чинник спілкування, який складається із сенсу або структури відносин, за яких відбувається будь-який процес взаємодії, часу і простору, в яких це стається. Як такий, він є екстралінгвістичним, на відміну від контексту, який має лінгвістичну властивість. Однак, це важливо для розуміння переданого повідомлення, щоб одне і те ж повідомлення, могло змінювати своє тлумачення і значення залежно від часу або місця, в якому воно передано. Так, наприклад, пояснення або лекція з аналітичної тригонометрії, отримає своє правильне розуміння в лекційній аудиторії, але може бути недобре сприйнята в магазині, де продаються помідори.